# Jorge Páez
Pour les articles homonymes, voir Páez.
Jorge Páez est un boxeur mexicain né le 27 octobre 1965 à Mexicali.

## Carrière
Passé professionnel en 1984, il devient champion du monde des poids plumes IBF le 4 août 1988 après sa victoire aux points contre Calvin Grove puis remporte le combat de réunification face au champion WBO Louie Espinoza le 7 avril 1990. Après avoir fait match nul face à Troy Dorsey lors de la première défense de ses titres IBF & WBO, Páez décide de renoncer à ses ceintures pour affronter Tony Lopez, champion IBF des supers-plumes. Battu aux points le 22 septembre 1990, il perd également en championnat du monde contre Pernell Whitaker en 1991, Freddie Pendleton en 1993 puis Oscar De La Hoya en 1994 et met un terme à sa carrière en 2003 sur un bilan de 79 victoires, 14 défaites et 5 matchs nuls.

## Référence
1. ↑  Jorge Paez vs. Calvin Grove I (boxrec.com)